# Torneo di Wimbledon 2014 - Doppio maschile in carrozzina
Stephane Houdet e Shingo Kunieda erano i detentori del titolo, e si sono confermati campioni battendo in finale Maikel Scheffers e Ronald Vink per 5-7, 6-0, 6-3.

## Teste di serie
1. Stephane Houdet /  Shingo Kunieda (campioni)
2. Maikel Scheffers /  Ronald Vink (finale)

## Tabellone

### Legenda
| - Q = Qualificato - WC = Wild card - LL = Lucky loser | - ALT = Alternate - SE = Special Exempt - PR = Protected Ranking | - w/o = Walkover - r = Ritirato - d = Squalificato |

|  | Semifinali | Semifinali                       | Semifinali                       | Semifinali | Semifinali |  |  | Finale                           | Finale                           | Finale                           | Finale | Finale |  |
|  |            |                                  |                                  |            |            |  |  |                                  |                                  |                                  |        |        |  |
|  | 1          | Stéphane Houdet Shingo Kunieda   | 1                                | 6          | 6          |  |  |                                  |                                  |                                  |        |        |  |
|  |            | Tom Egberink Gordon Reid         | 6                                | 4          | 2          |  |  | Stéphane Houdet Shingo Kunieda   | Stéphane Houdet Shingo Kunieda   | 5                                | 6      | 6      |  |
|  |            | Frédéric Cattaneo Joachim Gérard | Frédéric Cattaneo Joachim Gérard | 3          | 62         |  |  | Maikel Scheffers Ronald Vink     | Maikel Scheffers Ronald Vink     | 7                                | 0      | 3      |  |
|  | 2          | Maikel Scheffers Ronald Vink     | Maikel Scheffers Ronald Vink     | 6          | 7          |  |  |                                  |                                  |                                  |        |        |  |
|  |            |                                  |                                  |            |            |  |  |                                  |                                  |                                  |        |        |  |
|  |            |                                  |                                  |            |            |  |  | Finale 3º posto                  |                                  |                                  |        |        |  |
|  |            |                                  |                                  |            |            |  |  |                                  |                                  |                                  |        |        |  |
|  |            |                                  |                                  |            |            |  |  | Tom Egberink Gordon Reid         | Tom Egberink Gordon Reid         | Tom Egberink Gordon Reid         | 6      | 6      |  |
|  |            |                                  |                                  |            |            |  |  | Frédéric Cattaneo Joachim Gérard | Frédéric Cattaneo Joachim Gérard | Frédéric Cattaneo Joachim Gérard | 2      | 4      |  |